# Liste der Kulturgüter in Zunzgen
Die Liste der Kulturgüter in Zunzgen enthält alle Objekte in der Gemeinde Zunzgen im Kanton Basel-Landschaft, die gemäss der Haager Konvention zum Schutz von Kulturgut bei bewaffneten Konflikten, dem Bundesgesetz vom 20. Juni 2014 über den Schutz der Kulturgüter bei bewaffneten Konflikten sowie der Verordnung vom 29. Oktober 2014 über den Schutz der Kulturgüter bei bewaffneten Konflikten unter Schutz stehen.
Objekte der Kategorien A und B sind vollständig in der Liste enthalten, Objekte der Kategorie C fehlen zurzeit (Stand: 1. Januar 2023).

## Kulturgüter
| Foto |                                                                     | Objekt                                   | Kat. | Typ | Standort                        | Beschreibung |
| ---- | ------------------------------------------------------------------- | ---------------------------------------- | ---- | --- | ------------------------------- | ------------ |
| ja   | Datei hochladen · Wikidata zu Zunzger Büchel, Erdwerk (Q19362794)   | Zunzger Büchel (Erdwerk) KGS-Nr.: 01545  | A    | G   | 627791 / 255170                 |              |
| BW   | Datei hochladen · Wikidata zu Herrenspeicher (Q29682262)            | Herrenspeicher KGS-Nr.: 01546            | B    | G   | Hardstrasse 7a 627710 / 255451  |              |
| BW   | Datei hochladen · Wikidata zu Ehemalige Verbandskäserei (Q29682233) | Ehemalige Verbandskäserei KGS-Nr.: 12235 | B    | G   | Hauptstrasse 51 627851 / 255610 |              |
| BW   | Datei hochladen · Wikidata zu Getreidespeicher (Q29682245)          | Getreidespeicher KGS-Nr.: 12236          | B    | G   | Hardstrasse 3a 627730 / 255439  |              |